# Orobanche teucrii
La orobanca de la zamarrilla (Orobanche teucrii) es una planta de la familia de las Orobanchaceae.
Planta parásita de Teucrium (Zamarrilla o teucrio), sobre todo en Teucrium chamaedrys y Teucrium montanum. Las plántulas se proveen de chupones que atacan la planta huésped. Las flores aparecen tarde y señalan el final de vida de la orobanca. 

## Nomenclatura
El epítome de teucrii es por "teucrio" o "Zamarilla", las únicas plantas sobre las que vive esta especie. También es llamada vulgalmente jopo.

## Distribución y hábitat
Se distribuyen por la Europa central y meridional, Francia, España, Italia, Balcanes.
Su hábitat preferente son los montes húmedos con herbáceas bajas o en las planicies de montañas, pero siempre que haya Teucrium. 

## Descripción
La planta del orobanche es pequeña, con un porte de 10 a 60 centímetro de altura. Se reconoce fácilmente por sus vástagos de color amarillo púrpuro más oscuros en la base y más claros en el extremo, que carecen totalmente de clorofila, teniendo sus flores forma de lengua de dragón, con colores purpureos, más intensos y oscuros que en el tallo, en pétalos y casco. 
Los lanzamientos de la flor son escamosos, son inflorescencias en espigas simples con un punto terminal denso de 10 a 20 flores, con maduración homógama. La polinización de las flores es entomógama. Las hojas se distribuyen como las escalas, simples y de forma triangulares. 
Su fruto es una cápsula. Las semillas son diminutas, de color marrón oscuro, y ennegrecen con la edad, siendo muy pequeñas y numerosas (100.000 por individuo) y su poder germinativo muy dilatado. La dispersión de las semillas es por el viento (anemocora). Estas plantas florecen generalmente a partir de junio a agosto. Cuando no florecen, no hay ninguna parte de estas plantas visible sobre la superficie del suelo, siendo geófita con bulbo.
Como no tienen ninguna clorofila, son totalmente dependientes de los Teucrium chamaedrys y Teucrium montanum para obtener sus nutrientes. Las plantas de semillero de Orobanche lanzan hacia fuera su raíz que se une a las raíces de anfitriones próximos. Una vez unido a un anfitrión, el Orobanche roba a su anfitrión el agua y los nutrientes.